# Sameera Fazili
 (mars 2021).
Sameera Fazili est une avocate américaine. Elle est spécialisée en financement du développement communautaire, directrice adjointe du Conseil économique national de l'administration Biden. Elle est auparavant directrice de l'engagement pour la Federal Reserve Bank d'Atlanta.

## Jeunesse
Sameera Fazili est la fille de Mohammad Yusuf Fazili et Rafiqa Fazili, tous deux médecins, qui ont émigré du Cachemire (sous administration indienne) aux États-Unis. Elle obtient son diplôme de la Nichols School en 1996, puis un baccalauréat en sciences sociales du Harvard College, avec une mention magna cum laude (mention honorifique). Elle obtient ensuite un Juris Doctor de la faculté de droit de Yale.

## Carrière
Sameera Fazili commence sa carrière comme professeur à l'unité de développement communautaire et économique de l'École de droit de Yale. Elle développe le travail de l'institution à la microfinance internationale et participe au lancement d'une banque d'institution financière de développement communautaire (CDFI / Community development financial institution). Elle travaille également dans une banque CDFI appelée ShoreBank (1973-2010), qui est la première banque de ce type aux États-Unis.
Sameera Fazili travaille ensuite au département du Trésor américain sur des questions liées aux CDFI, au financement du logement et au financement des petites entreprises. Elle est également conseillère principale et chef de cabinet du sous-secrétaire aux affaires internationales du Trésor.
Elle rejoint l'administration Obama en comme conseillère politique principale au Conseil économique national, où elle couvre les questions de retraite, de crédit à la consommation et de développement communautaire et économique. Par la suite, elle travaille pour la Federal Reserve Bank of Atlanta en tant que directrice de l'engagement dans son département de développement communautaire et économique.
En tant que directrice adjointe du Conseil économique national de l'administration Biden, elle se concentre sur la fabrication, l'innovation et la concurrence nationale.

## Engagements
Avant la faculté de droit, Sameera Fazili travaille chez Karamah : Muslim Women Lawyers for Human Rights. Son expérience dans le domaine des droits de l'homme est développée à l'Organisation mondiale de la santé et au Haut Commissariat des Nations Unies pour les réfugiés (HCR), lors de missions en Palestine, au Cachemire et au Pakistan. 
Elle est une militante pour la liberté religieuse et les droits humains internationaux. Elle soutenait Stand with Kashmir, un mouvement de solidarité internationale des Cachemiris dirigé par la diaspora, et s'est opposée à la révocation par le gouvernement indien du statut spécial du Jammu-et-Cachemire.

## Vie privée
Sameera Fazili est mariée et mère de trois enfants. Elle vit à Atlanta, en Géorgie et a une famille élargie au Cachemire sous administration indienne. Sa sœur Yousra Fazili, avocate spécialisée dans les droits humains, a témoigné lors de l'audience du Congrès américain de novembre 2019 sur la révocation du statut spécial du Jammu-et-Cachemire.